# کارولا هون
کارولا هون (آلمانی: Carola Höhn; ۳۰ ژانویهٔ ۱۹۱۰ – ۸ نوامبر ۲۰۰۵) هنرپیشه اهل آلمان بود.

## جوایز
- 1989 جوایز فیلم باواریا
- ۱۹۹۰ جایزه فیلم آلمان
- ۱۹۹۹ نشان افتخار شایستگی جمهوری فدرال آلمان on Ribbon